# Eutamsia
Eutamsia là một chi bướm đêm thuộc họ Noctuidae.